# Fritillaria agrestis
Fritillaria agrestis är en liljeväxtart som beskrevs av Edward Lee Greene. Fritillaria agrestis ingår i Klockliljesläktet och i familjen liljeväxter. Inga underarter finns listade.